# Album of the Year
Pour l’article homonyme, voir Album of the Year (album de Black Milk).
Albums de Faith No More
King for a Day... Fool for a Lifetime
(1995) Sol Invictus
(2015)
Album of the Year est le sixième album studio du groupe californien Faith No More. Il est sorti en juin 1997 sur le label américain Slash Records.
Il se distingue dans la discographie du groupe en étant plus concis (durant entre 10 et 15 minutes de moins que ses trois prédécesseurs) et un peu moins porté sur le mélange des genres qui a fait le succès du groupe (le côté funk metal a à ce titre été grandement mis de côté).
Ayant reçu une critique froide pour son contraste avec ses prédécesseurs, et les membres du groupe n'en étant pas totalement satisfaits, il entraînera en 1998, un an après sa sortie, la première séparation de Faith No More.

## Liste des titres
1. Collision
2. Stripsearch
3. Last Cup of Sorrow
4. Naked in Front of the Computer
5. Helpless
6. Mouth to Mouth
7. Ashes to Ashes
8. She Loves Me Not
9. Got that Feeling
10. Paths of Glory
11. Home Sick Home
12. Pristina
13. Light Up and Let Go[1]
14. Big Kahuna[1]

## Personnel
- Mike Bordin - batterie
- Roddy Bottum - claviers
- Billy Gould - basse
- Mike Patton - chant
- Jon Hudson - guitare

## Clip
Le clip de Last Cup of Sorrow reprend sur un mode parodique plusieurs scènes clés du film Sueurs froides d'Alfred Hitchcock, avec Jennifer Jason Leigh dans le rôle de Madeleine.